# Sébastien Basson
Pour les articles homonymes, voir Basson (homonymie) et Basso.
Sébastien Basson, ou, de son nom latin, Sebastianus Basso, est un philosophe français de la nature du début du XVIIe siècle. Antiaristotélicien, partisan de l'atomisme, il a créé, indépendamment d'Isaac Beeckman, une théorie originale de la matière donnant une place aux atomes et à des composés d'atomes.

## Biographie
Basson naît en Lorraine, dans la région de Metz, vers 1573. Il étudie à l'université jésuite de Pont-à-Mousson. Son maître de philosophie s'appelle Pierre Sinson. On ignore où il a eu son doctorat en médecine. Il se convertit au calvinisme avant 1610 ; il se marie à Lausanne. De 1611 à 1625 il enseigne la rhétorique à la petite académie de Die, une institution calviniste. En 1620 il doit comparaître devant un tribunal religieux à Genève pour défendre son traité antiaristotélicien, dont les censeurs ont arrêté l'impression. À Die, la tension monte pendant des années ; il claque la porte en 1625. Après, on ne sait rien de plus de lui.

## Idées
Les Douze livres de philosophie naturelle contre Aristote (Philosophiae naturalis adversus Aristotelem libri XII) qu'il publie en 1621 sont une vive dénonciation de l'aristotélisme et Basson prend place aux côtés de quelques contemporains éminents : Francis Bacon, Galilée, David van Goorle et Daniel Sennert.
Pour Basson, il existe non seulement des atomes mais également des « mixta », des combinaisons d'atomes. Les atomes ne sont pas dans le vide, mais dans un éther qui les meut. De plus, la théorie des éléments alors reçue en compte cinq (le feu, la terre, l'air, l'eau, plus la quintessence) ; Basson rejette la terre et l'eau, se contentant de trois éléments paracelsiens.
Sébastien Basson a sa place dans les listes que les contemporains — opposants et sympathisants — dressent des « novateurs », la plupart jeunes (Galilée est une exception notable), qu'écrasait le poids de l'aristotélisme et qui, avec colère parfois, le faisaient sentir.

## Œuvre
- (la) Philosophiae naturalis adversus Aristotelem libri XII, in quibus abstrusa Veterum physiologia restauratur et Aristotelis errores solidis rationibus refelluntur (Philosophie naturelle contre Aristote, en douze livres, où la physiologie secrète des Anciens est restaurée et où les erreurs d'Aristote sont réfutées avec des raisons solides)
  - Philosophiae naturalis adversus Aristotelem libri XII…, Amsterdam, Louis Elzevir, 1649 — L'article tire ses citations de cette édition.
  - Antonio Lamara et Roberto Palaia (dir.), Philosophiae naturalis adversus Aristotelem libri XII…. L. S. Olschki, 2009  — D'après l'édition de Genève de 1621